# Hans Werner (Politiker, 1900)
Hans Werner (* 13. Dezember 1900 in Karlsfeld, Amtshauptmannschaft Schwarzenberg; † 1. Oktober 1977 in Berlin) war ein deutscher Politiker (KPD/SED) und Widerstandskämpfer gegen den Nationalsozialismus. Er war Abgeordneter des Preußischen Landtages. 

## Leben
Werner, Sohn eines Glasschmelzers, erlernte den Beruf seines Vaters. Seit 1915 war er gewerkschaftlich organisiert. Nach der Lehre ging er auf Wanderschaft und blieb dann in der Niederlausitz. 1917 trat er der Unabhängigen Sozialdemokratischen Partei Deutschlands (USPD) bei und wurde Mitglied deren Leitung in Spremberg. Im Juni 1918 wurde er zum Militär eingezogen.
Nach seiner Rückkehr 1919 war er in Haidemühl wieder als Glasbläser tätig. Ende 1920 trat er zur Kommunistischen Partei Deutschlands (KPD) über. Von 1925 bis 1930 gehörte er der erweiterten KPD-Bezirksleitung Berlin-Brandenburg an. Nach einem dreimonatigen Besuch der Reichsparteischule im Frühjahr 1929 wurde Werner im Mai 1929 Organisationsleiter des KPD-Unterbezirkes Lausitz. Im Dezember 1930 wurde er in das Reichskomitee der Revolutionären Gewerkschafts-Opposition, Abteilung Chemie, Glas und Keramik berufen. Im April 1932 wurde Werner im Wahlkreis Potsdam in den Preußischen Landtag gewählt.
In der Nacht des Reichstagsbrandes wurde er in „Schutzhaft“ genommen, in Berlin-Spandau inhaftiert und nach vierzehn Tagen freigelassen. Anschließend arbeitete er als Kurier des ZK der KPD. Werner wurde aber bereits am 25. April 1933 erneut verhaftet und ins KZ Oranienburg-Bierbrauerei verbracht. Anfang Juni 1934 wurde er freigelassen. Nach seiner Freilassung war er bis 1941 in der Glasfabrik Haidemühl beschäftigt.
Am 10. Mai 1945 wurde Werner von der sowjetischen Militärverwaltung zum Landrat des Kreises Hoyerswerda ernannt. Ab 1. Juli 1948 wirkte er als Hauptabteilungsleiter im Ministerium für Land- und Forstwirtschaft der Landesregierung Sachsen, später dann im Ministerium für Land- und Forstwirtschaft der DDR. Zuletzt war er bis 1966 Dozent und Leiter des Instituts für Forstökonomie der Technischen Hochschule Dresden.

## Schriften (Auswahl)
- Zum Volksentscheid 1946 – Erinnerungsbericht. In: Geschichte und Gegenwart des Bezirkes Cottbus (Niederlausitzer Studien) 5 (1971), S. 51–55.

## Auszeichnungen
- Vaterländischer Verdienstorden in Silber (1965)